# Zgodovina računalništva
Kot najzgodnejši računalnik je težko določiti neko napravo, delno zaradi različnih interpretacij pojma »računalnik« skozi čas. Izvorno je pojem »računalnik« zaznamoval osebo, ki je opravljala numerične račune (človeški računalnik), v večini primerov s pomočjo mehanične računske naprave. Primeri zgodnjih mehanskih računskih naprav so abak, logaritemsko računalo in (sporno) kotomer ter mehanizem z Antikitere (iz 150-100 pr. n. št.).
Proti koncu srednjega veka je prišlo do ponovne okrepitve evropske matematike in inženirstva. Naprava iz leta 1623 je bila prva v nizu mehanskih kalkulatorjev evropskih inženirjev. Kakorkoli, nobena teh naprav ne ustreza sodobni definiciji računalnika, ker jih ni moč programirati.
Leta 1801 je Joseph Marie Jacquard izboljšal tekstilne statve tako, da je uporabil več preluknjanih papirnatih kart kot šablono, ki je omogočala statvam, da so zapletene vzorce tkale samodejno. Nastanek Jacquardovih statev je pomenil pomemben korak v razvoju računalnikov, saj na uporabo preluknjanih kartic pri definiranju tkanih vzorcev lahko gledamo kot na zgodnjo, čeprav omejeno obliko programiranja.

## Zgodovina računalnika

### Mehanični računalniki
- okoli 100 pr. n. št.: V Hiparhovi mehanični delavnici je bil izdelan Antikiterski mehanizem (starogrško O μηχανισμός των Αντικυθήρων), antični mehanični analogni računalnik. Namenjen je bil izračunavanju lege nekaterih nebesnih teles. Mehanizem so stari Grki izdelali med letoma 150 in 100 pr. n. št.
- 1623: Nemec Wilhelm Schickard izumi mehansko napravo za seštevanje in odštevanje, ki deluje na osnovi zobatih koles.
- 1642: francoski matematik Blaise Pascal izdela podobno napravo, ki že zna delati prenose pri seštevanju (v primeru vsote dveh števk nad 9) - pascaline. Stroj je imel dve skupini s šestimi zobatimi kolesi. Eden je služil kot akumulator, drugi pa za vnašanje šestmestnega števila, ki ga je uporabnik želel odšteti ali prišteti  od tistega v akumulatorju. Pascaline je bil pripomoček za seštevanje, odštevanje, množenje in deljenje. Velja za prvo prodajano računalo. Pascal je prodal okoli 50 primerkov.
- 1674: Nemec Gottfried Wilhelm Leibniz skupaj z Newtonom izumi napravo, ki je zmogla izvesti vse štiri osnovne računske operacije ter korenjenje. Stroj je bil izdelan šele leta 1694 in podoben Pascalovemu. Imel je še dve dodatni skupini koles za predstavitev multiplikanda in multiplikatorja oziroma dividenda in divizorja. Za množenje in deljenje je uporabljal element, ki se danes imenuje Leibnizovo kolo. S strojem je želel doseči, da bi se ljudje lahko bolj osredotočili na pomembnejše vidike problemov.
- 1824: Anglež Charles Babbage zasnuje diferenčni stroj za računanje in avtomatično tiskanje matematičnih tabel. Poleg računanja je zmogel tudi pomniti 100 števil. Od aritmetičnih operacij je uporabljal samo seštevanje, vendar to v povezavi z metodo končnih diferenc omogoča izračun poljubnega polinoma, kar omogoča aproksimacijo poljubne zvezne funkcije. Babbage je najprej predlagal gradnjo stroja, ki bi obvladal polinome 6. stopnje z 20-mestno natančnostjo. Gradnja takega stroja se ji pričela 1824 in trajala v presledkih do 1833, ko je bil projekt zaradi pomankanja denarja in sporov opuščen. Naprava je imela vhodno, osrednjo in izhodno enoto ter pomnilnik. Izdelana je bila iz zobatih koles in vzvodov, poganjal jo je parni stroj, Babbage zato velja za začetnika računalništva. Kasneje je Babbage naredil še načrte za diferenčni stroj št. 2, ki bi zmogel polinome 7. stopnje z 31-mestno natančnostjo. Ta stroj so leta 1991 po originalnih načrtih zgradili v Science Museum (London). Težek je 3 tone, stal je okoli 500.000 dolarjev in deluje brezhibno.
- 1834: Charles Babbage še zasnuje analitični stroj, ki lahko izvaja poljubno zaporedje aritmetičnih operacij. Sestavljen je iz mlina v katerem se izvajajo vse operacije in pomnilnika – najprej zobnati boben, od leta 1836 naprej pa kartice – v katerem so shranjeni operandi, na katerih se izvajajo operacije, in v katerega se shranjuje rezultat. Analitični stroj je imel vse lastnosti, ki so potrebne za reševanje problemov na način, ki je zelo podoben tistemu pri današnjih računalnikih.

### Elektromehanski računalniki
- 1890: Američan Herman Hollerith za potrebe popisa prebivalstva Združenih držav Amerike izumi luknjano kartico kot pomnilniški medij, s katerimi je bilo mogoče sortirati in tabelirati velike koločine podatkov.
- Uvedba elektromotorjev za pogon mehanskih kalkulatorjev, zaradi česar se njihova uporaba v začetku dvajsetega stoletja zelo razširi.

### Elektronski računalniki
- 1936: Nemec Konrad Zuse prvi zasnuje računalnik, ki za računanje uporablja dvojiški številski sestav. Na osnovi tega delujejo tudi današnji računalniki.
- 1941: Zuse izdela računalnik Z3: ta zmore 4 seštevanja v eni sekundi, za množenje potrebuje 5 sekund, uporablja plavajočo vejico in dvojiški številski sestav. Deluje na osnovi 2400 relejev.
- 1942: Ameriška tovarna Bell Telephone Company izdela prvi računalnik na osnovi relejev, ki izvaja program (torej bere ukaze, njegovo delovanje sprogramiramo).
- 1945: Ameriški matematik John von Neumann predstavi svojo zamisel glede arhitekture računalnika (Von Neumannov model računalnika), ki se uporablja še danes. Njegova bistvena lastnost je, da njegovo delovanje popolnoma določajo ukazi, ki jih CPE jemlje iz glavnega pomnilnika enega za drugim. Vedno je na neki način določeno , iz katerega naslova se vzame prvi ukaz po zagonu računalnika. Od tu naprej pa je vse določeno z ukazi in pri vsakem ukazu razlikujemo dva koraka:

1. Jemanje ukaza iz pomnilnika (ang. fletch): Strojni ukaz se vedno bere iz tiste besede glavnega pomnilnika, na katero kaže programski števec (PC). PC vsebuje pomnilniški naslov, na katerem je naslednji ukaz.
2. Izvrševanje ravnokar prevzetega ukaza (ang. execute): Vsak ukaz vsebuje informacijo o operaciji in operandih, nad katerimi naj se ta operacija izvrši. Centralna procesna enota poskrbi izvrši operacijo in poskrbi, da nato v PC shrani naslov naslednjega ukaza. Ukazi si v pomnilniku običajno shranjeni po naraščajočih naslovih (PC <- PC+1), izjema so skočni naslovi, s katerimi lahko v PC zapišemo poljuben naslov.
- 1946: Ameriška vojska izdela računalnik ENIAC, katerega osnovo predstavlja 18 tisoč elektronk. Namenjen je bil izračunom. Tehtal je 70 ton. Podatke in navodila so vnašali vanj preko stikal.
- 1947: Izum tranzistorja, Bellovi laboratoriji - John Bardeen, Walter Houser Brattain, in William Bradford Shockley
- 1965: Izum integriranega vezja (veliko tranzistorjev na enem čipu), Robert Noyce (ustanovitelj Intela) in Jack Kilby.
- 1971: Izum mikroprocesorja (prvič cela CPE na enem čipu)

Tovarna Intel za osnovno komponento računalnika postavi procesor. Izdelajo 4-bitni procesor Intel 4004. S tem je računalnik postal tako majhen, da ga je bilo mogoče postaviti na mizo. Kasneje sledijo zmogljivejši 8-, 16-, 32- in 64-bitni procesorji.
- 1981: IBM sestavi prvi osebni računalnik (PC), katerega cena je bila okrog 3000 USD (2462,80€). Vsebuje procesor Intel 8088 (4,77 MHz), 64 KB pomnilnika, disketnik in operacijski sistem MS-DOS 1.0.